# Eduardo Zvetelman
Eduardo Zvetelman, más conocido como Edu Zvetelman (n. Argentina, 3 de julio de 1957), es un destacado músico pianista y compositor argentino, especializado en música publicitaria y de películas. Integró bandas como Nito Mestre y Los Desconocidos de Siempre, la Banda Spinetta, La Eléctrica Rioplatense de Emilio del Guercio. Entre las bandas sonoras compuestas se encuentra la música de la película Taxi para tres ganadora del Festival de San Sebastián. Ha obtenido premios por sus publicidades y música para teatro. Ha sido directivo de SADAIC, la Cámara Argentina de la Música Publicitaria y asesor artístico del Gobierno de la Ciudad de Buenos Aires.

## Biografía
A los 18 años fue convocado por Nito Mestre para integrar su banda Nito Mestre y Los Desconocidos de Siempre. Al año siguiente fue convocado por Luis Alberto Spinetta para integrar la Banda Spinetta, orientada a la fusión del rock y el jazz. Con posterioridad integró La Eléctrica Rioplatense de Emilio del Guercio y las bandas de Julia Zenko, Marcelo San Juan y Roque Narvaja.
Desde fines de la década de 1970 se orientó a la composición de música para teatro, recibiendo en 2004 el Premio Argentores por Mejor Música de Teatro realizada para Fulanos.
En la década de 1990 se especializó en música publicitaria, ganando varios premios: en 1990 el Lápiz de Oro por “Coro” (Cuadernos Rivadavia), en 1993 “Lata” (Cerveza Quilmes), en 2000 por “Incendios Forestales” (Secretaría de Agricultura) y en 2004 el Lápiz de Platino por “Sequía” (Renault Clío).
En 1999 fue contratado para realizar la banda sonora de la película Cien años de perdón de José Glusman. A partir de entonces compuso también las bandas de Taxi para tres dirigida por Orlando Lubbert -ganadora de la Concha de plata en el Festival de San Sebastián-, Solos de José Glusman y Cirqo de Orlando Lubbert.
En 2012 tuvo a su cargo la dirección musical y los arreglos del álbum Cancionero Malvinas, donde también interpreta los teclados, una iniciativa de la Universidad Nacional de Lanús, producida por Emilio del Guercio.
Fue miembro de la Junta Consultiva de Sadaic (1997/2008), presidente de la Cámara Argentina de la Música Publicitaria (1989/2001) y asesor artístico en la Dirección de Música del Gobierno de la Ciudad (2000/2001).